# Автошлях E261

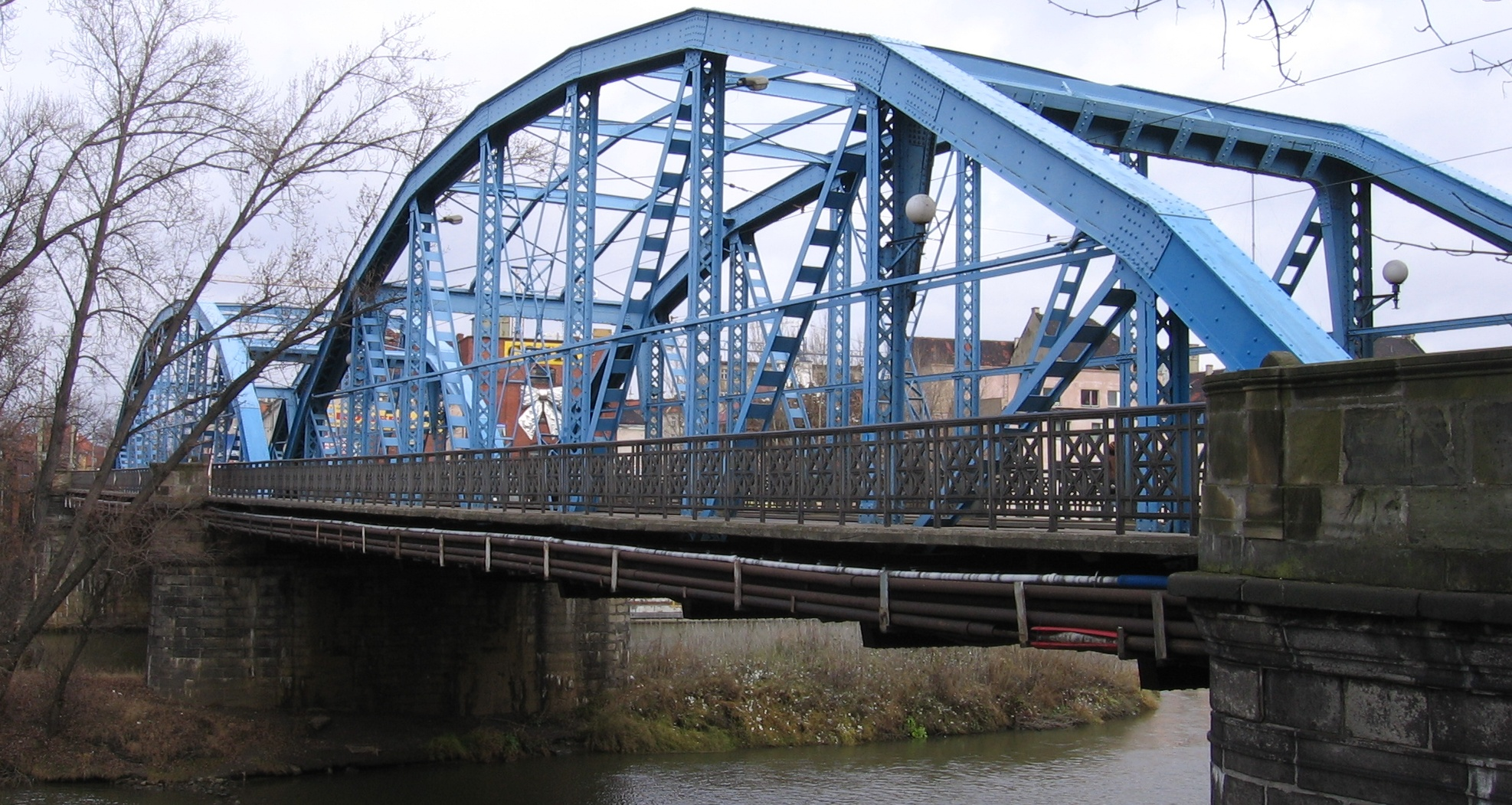
Міст у Вроцлаві

Автошлях E261 — автомобільний  європейський автомобільний маршрут категорії Б, що з'єднує в  Польщі, міста Свеце і Вроцлав.

## Маршрут
- - E75, Свеце
  - E30, Познань
  - E40, E67, Вроцлав